# Ameivula jalapensis
Ameivula jalapensis — вид ящірок родини теїдових (Teiidae). Ендемік Бразилії. Описаний у 2009 році.

## Поширення і екологія
Ameivula jalapensis мешкають в штаті Токантінс на північному сході Бразилії. Вони живуть у відкритих сухих саванах.